# Hosta capitata
Hosta capitata är en sparrisväxtart som först beskrevs av Gen-Iti Koidzumi, och fick sitt nu gällande namn av Takenoshin Nakai. Hosta capitata ingår i släktet funkior, och familjen sparrisväxter. Inga underarter finns listade i Catalogue of Life.

## Bildgalleri

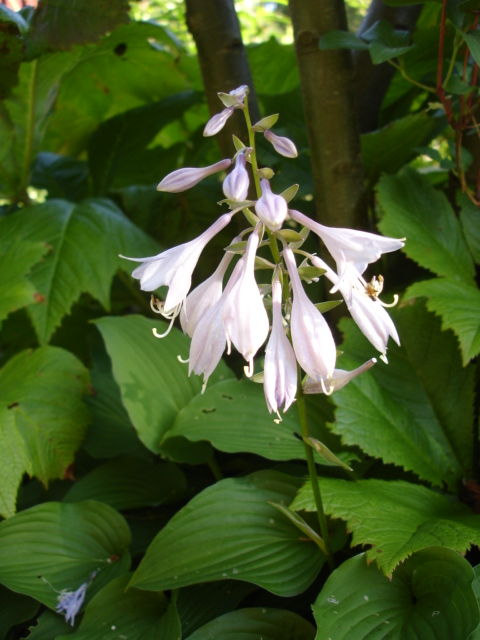